# Albert Gehlen
Albert H. Gehlen, né le 1er avril 1940 à Elsenborn est un homme politique belge, membre du CSP.
Il est professeur licencié en philologie germanique et agrégé de l'enseignement secondaire supérieur.

## Fonctions politiques
- Ancien Président du Conseil de la Communauté culturelle allemande.
- Ancien bourgmestre de Saint-Vith.
- Conseiller communal de Saint-Vith.
- Député fédéral belge:
  - du 28 juin 1995 au 3 septembre 1995, en remplacement de Melchior Wathelet, ministre
  - du 3 octobre 1995 au 5 mai 1999, en remplacement de Melchior Wathelet, démissionnaire

## Distinctions
- Grand Officier de l'Ordre de Léopold.
- Médaille civique de 1re classe.